# Федонюк Лариса Ярославівна
Лариса Ярославівна Федонюк (нар. 22 червня 1974, м. Рівне, Україна) — українська вчена у галузі медицини, біології, доктор медичних наук (2010), професор (2012), завідувачка кафедри медичної біології Тернопільського національного медичного університету імені І. Я. Горбачевського Міністерства охорони здоров'я України.

## Життєпис

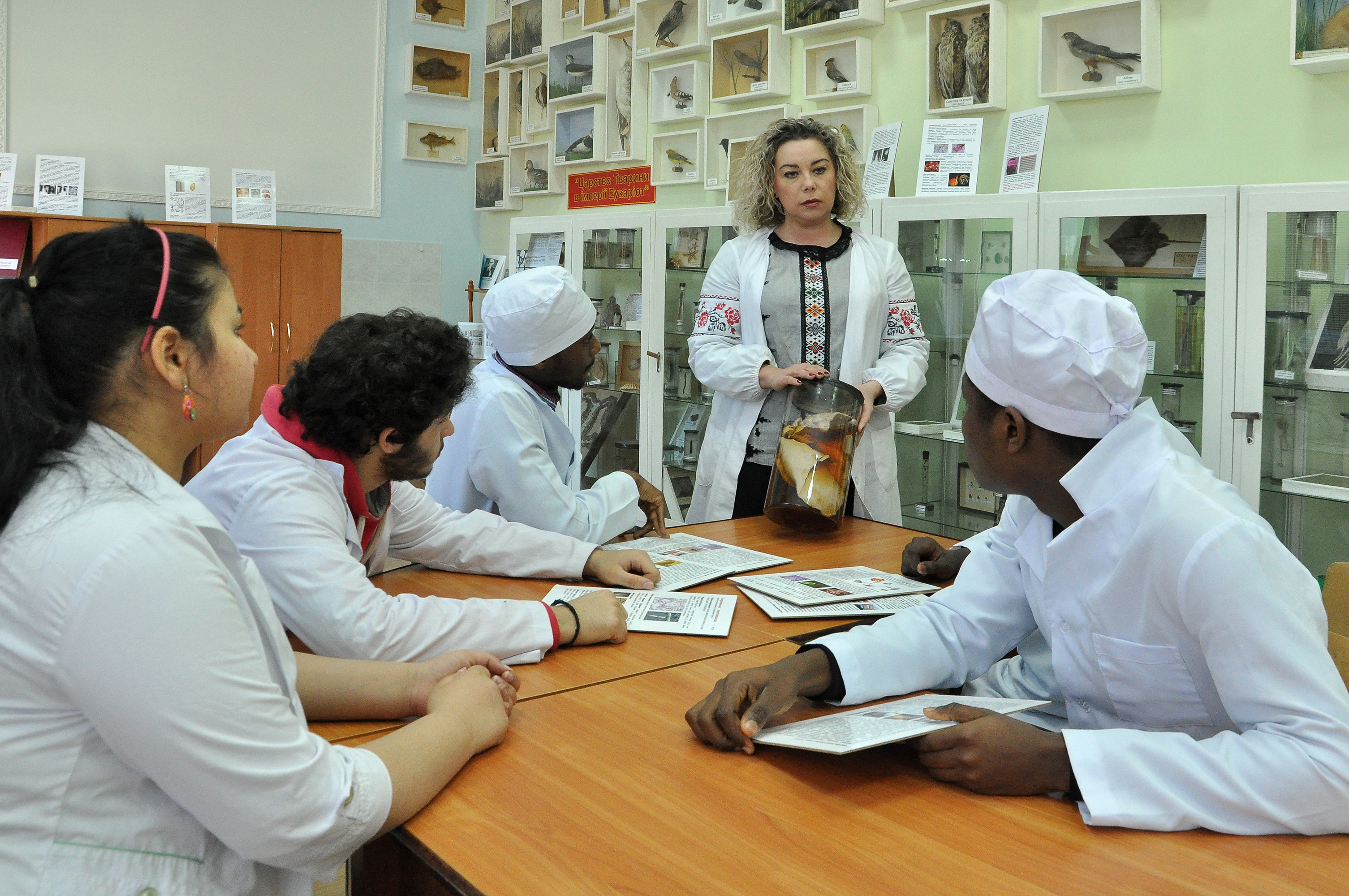
Заняття з іноземними студентами на кафедрі медичної білогії ТНМУ проводить професор Лариса Федонюк

У 1997 році закінчила Тернопільську державну медичну академію за спеціальністю «Лікувальна справа».
1997—2003 — асистент кафедри гістології та ембріології Тернопільської державної медичної академії.
Працювала доцентом (2003—2011), професором (2011—2012) кафедри медичної біології, генетики та гістології Буковинського державного медичного університету.
З лютого 2012 року обіймає посаду завідувачки кафедри медичної біології ТНМУ .
2013—2014 — директорка інституту медико-біологічних проблем ДВНЗ «Тернопільський державний медичний університет імені І. Я. Горбачевського МОЗ України».
З березня 2017 року — помічник проректора з наукової роботи ДВНЗ «Тернопільський державний медичний університет імені І. Я. Горбачевського МОЗ України».
У 2021 році закінчила Тернопільський національний медичний університет імені І.Я.Горбачевського МОЗ України та здобула кваліфікацію "Бакалавр медсестринства" за спеціальністю 223 Медсестринство галузі знань 22 Охорона здоров'я з відзнакою.
У 2023 році закінчила Тернопільський національний медичний університет імені І. Я. Горбачевського МОЗ України та здобула кваліфікацію «Магістр медсестринства» за спеціальністю 223 Медсестринство галузі знань 22 Охорона здоров’я з відзнакою.
У 2023 році закінчила Тернопільський національний медичний університет імені І. Я. Горбачевського МОЗ України та здобула кваліфікацію «Магістр громадського здоров’я» за спеціальністю 229 Громадське здоров’я галузі знань 22 Охорона здоров’я з відзнакою.
Членкиня Науково-методичної комісії з охорони здоров’я та соціального забезпечення 222 Медицина сектору вищої освіти науково-методичної ради МОН України. 
Експерт МОН України для проведення наукової та науково-технічної експертизи об'єктів експертизи у сфері наукової та науково-технічної діяльності. 
Членкиня галузевої експертної ради Національного агентства із забезпечення якості вищої освіти з галузі знань 22 «Охорона здоров’я».
Експерт Національного агентства із забезпечення якості вищої освіти з акредитації освітніх програм спеціальностей: 91 «Біологія та біохімія», 222 «Медицина», 223 «Медсестринство». 
Голова експертної комісії МОЗ України з напрямку «Біологія» для здачі інтегрованого іспиту «Крок-1. Загальна лікарська підготовка».
Експерт з формування екзаменаційного банку з тестовими завданнями інтегрованого іспиту «КРОК 1» зі спеціальностей «Медицина», «Педіатрія» та «Психологія» другого (магістерського) рівня вищої освіти.
Членкиня Наукового товариства анатомів, гістологів, ембріологів та топографоанатомів України. 
Членкиня Міжнародної Федерації спілки анатомів. 
Академік громадської організації «Національна Академія Наук вищої освіти України». 
Членкиня громадської організації «Асоціація сприяння глобалізації освіти та науки СПЕЙСТАЙМ».
Членкиня правління громадської організації «Асоціація випускників Тернопільського державного медичного університету імені І. Я. Горбачевського» .
Дочка відомого вченого в галузі морфології та медицини Ярослава Федонюка, сестра художника Ігоря Федонюка.

## Наукова робота
У 2003 році захистила кандидатську дисертацію на тему «Морфофункціональні зміни в паренхімі нирок при адаптації організму до клітинного зневоднення» за спеціальністю 14.03.09 — гістологія, цитологія, ембріологія.
У 2010 році захистила докторську дисертацію на тему «Структурна організація змін клапанного апарату при набутих вадах серця» за спеціальністю 14.03.09 — гістологія, цитологія, ембріологія.
Напрями наукових досліджень та сфера наукових інтересів: морфо-функціональні особливості будови внутрішніх органів і морфологічні закономірності ремоделювання клітин і тканин за різних умов патології; гістоархітектоніка передсердно-шлуночкових клапанів серця та морфологічні особливості будови сухожилкових струн і кровоносних судин клапанів серця в пренатальному та постнатальному періодах онтогенезу; порівняльна характеристика морфо-фізіологічних параметрів, біології та епідеміології іксодових кліщів; життєво-екологічні аспекти патології людини та тварини в умовах глобальної екологічної кризи; дослідження регенераторного потенціалу мезенхімальних стовбурових клітин при пошкодженні тканин в експерименті та перспективи їх терапевтичного застосування; ефективність використання інформаційно-комунікаційних технологій у навчальному процесі; вивчення та вдосконалення педагогічної майстерності через обмін найефективнішими практиками та досягненнями в педагогічній практиці, спрямований на багатосторонній, багатопрофільний міждисциплінарний обмін професійним досвідом і думки.
Під керівництвом професорки Л. Я. Федонюк захищено три дисертаційні роботи на здобуття наукового ступеня кандидата наук.
На даний час під керівництвом Л. Я. Федонюк вирішенням наукових проблем займаються троє дисертантів на здобуття ступеня доктора та кандидата наук.

## Доробок
Лариса Ярославівна Федонюк є автором і співавтором понад 700 навчально-методичних і наукових публікацій, з них понад 400 наукового та близько 300 навчально-методичного характеру. Серед наукового доробку 6 монографій, 5 патентів на корисну модель, 8 підручників, 10 посібників, 4 практикуми, 3 книги. 
Співредактор книги «Крізь призму минулого до сьогодення» (2017).

## Окремі праці
МОНОГРАФІЇ
1. Бойко В. В., Польовий В. П., Криворучко І. А., Федонюк Л. Я., Іванова Ю. В., Польова С. П., Пастернак О. В., Сидорчук Р. І. Патогенетичні аспекти антибіотикотерапії за хірургічної інфекції /монографія/ за ред. проф. В. В. Бойко, проф. В. П. Польового. – Харків-Чернівці: Медуніверситет, 2018. – 273 с.
2. Федонюк Л. Я., Ярема О. М., Подобівський С. С. Життя для науки (монографія). – Тернопіль: ТДМУ, 2018. – 72 с.
3. Дзюбановський І. Я., Польовий В. П., Федонюк Л. Я., Кріцак М. Ю. Хірургія гнійно-некротичних ускладнень за синдрому діабетичної стопи: монографія / Тернопіль : ТДМУ, 2018. – 316 с.
4. Сучасні здоров’язбережувальні технології: монографія / за загальною редакцією проф. Ю. Д. Бойчука. – Харків : ХНПУ ім. Г. С. Сковороди, 2018. – 724 с.
5. Синдром набутого імунодефіциту в хірургії: епідеміологія, класифікація, патогенез, клініка, діагностика, лікування, концепція профілактики (монографія: за ред. Польового В.П., Дзюбановського І.Я., Ващука В.В.). – Чернівці: Медуніверситет, 2019. – 280 с.
6. Мультимодальний підхід до питання хірургії гриж / монографія / Польовий В.П., Дзюбановський І.Я., Федонюк Л.Я. та ін. – Чернівці: Медуніверситет, 2021. – 382 с.
7. Лайм-бореліоз: монографія /М.А.Андрейчин, М.М.Корда, М.І.Шкільна, О.Л.Івахів та ін.; за ред. М.А.Андрейчина та М.М.Корди. – Тернопіль: ТНМУ, 2021. – 376 с.

ПІДРУЧНИКИ
1. Федонюк Я.І., Волков К.С., Микула Н.Х., Федонюк Л.Я. та ін.  — Тернопіль : Укрмедкнига, 2001. — 680 с. — ISBN 966-7364-85-2.
2. Федонюк Я.І., Мицкан Б.М., Попель С.Л., Федонюк Л.Я. та інші. Функціональна анатомія: підручник для студентів навчальних закладів з фізичного виховання і спорту III-IV рівнів акредитації/за ред. Федонюк Я.І., Мицкан Б.М. – Тернопіль: Навчальна книга – Богдан, 2007. – 552 с.
3. Гістологія з основами гістологічної техніки /За редакцією В.П.Пішака. – Київ: КОНДОР, 2008. – 400 с.
4. Федонюк Я.І., Грушко В.С., Довгань О.М., Білик Л.С., Боймиструк І.І., Федонюк Л.Я., Ющак М.В., Пришляк А.М.Основи медичних знань та долікарської допомоги. Тернопіль: Навчальна книга-Богдан. – 2012. – 728 с.
5. Анатомія та фізіологія з патологією (підручник) / Федонюк Я.І., Волков К.С., Волошин В.Д., Головата Т.К., Федонюк Л.Я., Боймиструк І.І. – Тернопіль: Укрмедкнига, 2012. – 676 с.
6. Анатомія та фізіологія з патологією (підручник) / [Я. І. Федонюк, К. С. Волков, В. Д. Волошин, Т. К. Головата, Л. Я. Федонюк, І. І. Боймиструк] за ред. Я. І. Федонюка, В. Д. Волошина. – 3-тє вид., допов. і випр. – Тернопіль: ТДМУ, 2018. – 676 с.
7. Основи медичних знань та долікарської підготовки: підручник для студентів вищих навчальних закладів III-IV рівнів акредитації /Федонюк Я.І., Грушко В.С., Федонюк Л.Я., Пришляк А.М., Ющак М.В.; за ред. В.С.Грушка. – Львів: «Новий Світ-2000», 2019. – 590 с.
8. Федонюк Я. І., Дубінін С. І., Федонюк Л. Я., Котляренко Л. Т. Медична біологія, Анатомія, Фізіологія та патологія людини. – Львів: «Новий Світ-2000», 2020. – 880 с.

ПОСІБНИКИ
1. Анатомія людини у запитаннях та відповідях (опорно-руховий апарат) в двох частинах (посібник) /Федонюк Я.І., Сікора В.З., Козлов В.О. Федонюк Л.Я. та ін. – Тернопіль: Укрмедкнига, 2002. – Т.1, ч.1. - 812 с.
2. "Embryology": manuals to practical classes for foreign students  (посібник) /A.P.Andriyshyn, K.S.Volkov, L.Ya.Fedonyuk, A.V.Dovbush. – Укрмедкнига. – Тернопіль. - 2003. - 28 p.
3. Notes for the practical classes of histology for medical students (general histology) (курс лекцій) /L. Ya. Fedonyuk, K. S. Volkov, A.P.Andriyshyn, A.V.Dovbush. – Укрмедкнига. – Тернопіль. – 2003. - 72 p.
4. Анатомія людини у запитаннях та відповідях (опорно-руховий апарат) в двох частинах (посібник). /Федонюк Я.І., Сікора В.З., Головацький А.С., та ін. – Тернопіль: Укрмедкнига, 2004. – Т.1, ч.2. – 504 с.
5. Анатомія людини з клінічним аспектом (стислий підручник). За ред. Я. І. Федонюка, В. С. Пикалюка / Я. І. Федонюк, В. Г. Ковєшніков, В. С. Пикалюк, В. З. Сікора, Л. Я. Федонюк, Л. С. Білик, Т. В. Хмара, Б. Г. Макар, О. В. Білик, О. І. Крадінов, І. Є. Герасимюк, І. І. Боймиструк, М. В. Ющак, А. П. Поліщук // Тернопіль: Навчальна книга-Богдан. – 2009. – 920 с.
6. Медична біологія, анатомія, фізіологія та патологія людини. Навчальний посібник за редакцією Я.І.Федонюка, С.І.Дубініна /Федонюк Я.І., Дубінін С.І., Кулікова Н.Н., Котляренко Л.Т., Білик Л.С., Федонюк Л.Я., Ющак М.В. //Вінниця: НОВА КНИГА, 2010. – 648 с.
7. Федонюк Я.І., Ющак М.В., Герасимюк І.Є., Боймиструк І.І., Федонюк Л.Я., Пришляк А.М., Флекей П.П., Білик Л.С., Білик А.Л., Говда Р.В., Гантімуров А.В., Яворська С.І. Анатомія людини для стоматологів (посібник). – Тернопіль: Навчальна книга-Богдан. – 2011. – 576 с.
8. Сучасні аспекти гістотехніки з основами клінічної діагностики (посібник) / Бойчук Т.М., Федонюк Л.Я., Чала К.М., Чернікова Г.М., Ходоровська А.А. – Вид-во БДМУ: Чернівці. – 2012. – 85 с.
9. Handbook of Human Anatomy / B. Ya. Reminetskyy, I. Ee. Herasymiuk, L. Ya. Fedonyuk, V. D. Voloshyn / edited by B. Ya. Reminetskyy. – Ternopil: TS MU, 2018. – 224 p.
10. Fedoniuk L.Ya., Pryvrotska I.B., Yarema O.M., Skyba O.I. Handbook on «Medical biology». – Ternopil: TNMU, 2021. – 308 p.
11. Федонюк Л.Я., Ружицька О.Ю., Фурка О.Б., Гливка Н.Б. Біологія індивідуального розвитку: робочий зошит для практичних занять і самостійної роботи – Тернопіль: ТНМУ, 2022. – 80 с.
12. Fedoniuk L.Ya., Yarema O.M., Pryvrotska I.B., Skyba O.I. Biology of Individual Development: guidance for practical classes and students’ independent work (навчальний посібник). – Ternopil: TNMU, 2022. – 89 p.
13. Федонюк Л.Я., Подобівський С.С., Привроцька І.Б., Ружицька О.Ю., Фурка О.Б. Самовчитель з дисципліни «Медична біологія»: посібник. – вид. 2-ге, допов., зі змінами. – Тернопіль: ТНМУ, 2023. – 324 с.

## Редакційна та громадська робота
Лариса Ярославівна Федонюк веде активну громадську роботу, зокрема вона є:
- експертом Українського інституту науково-технічної експертизи та інформації міжнародних науково-дослідних проєктів: Україна-Польща, Україна-Чехія, Україна-Литва, Україна-Австрія та Україна-Франція;
- членом редакційної ради наукового журналу «Вісник Морфології» (м. Вінниця, Україна); «Вісник проблем біології і медицини (м. Полтава, Україна)», «Клінічна анатомія та оперативна хірургія» (м. Чернівці, Україна); науково-практичного рецензованого журналу «Вестник СурГУ. Медицина» (м. Сургут, Росія);

головною редакторкою фахового наукового журналу України «Вісник медичних і біологічних досліджень»;
спів-редакторкою наукового журналу «Галицький лікарський вісник»;
членкинею редакційної ради журналу Polski Meruriusz Lekarski (Польща);
членкинею редколегії та редакційної ради фахових видань України: «Клінічна анатомія та оперативна хірургія» (м. Чернівці, Україна); «Вісник проблем біології та медицини» (м. Полтава, Україна);
рецензенткою наукових журналів: «Wiadomości Lekarskie» (м. Варшава, Польща), «Universal Journal of Public Health» (США), «Галицький лікарський вісник» (м. Івано-Франківськ, Україна), Polski Meruriusz Lekarski (м. Варшава, Польща).
Лариса Ярославівна Федонюк залучена до міжнародних наукових досліджень і проєктів щодо впровадження основ і принципів Сталого Розвитку в університетах (Балтійська Університетська програма): «EduBUP: Re-thinking of pedagogy for implementing education for sustainable development in the Baltic University Programme countries», «Two Steps: Internationalization in Practice – Sweden, Ukraine, Belarus», «Implementing Sustainability at Universities».
Вивчає педагогічну майстерність та запроваджує найефективніші педагогічні практики, спрямовані на міждисциплінарний обмін у співпраці з “Faculty Development Centre” MacEwan University (Канада). 
Лариса Ярославівна є керівником міжнародного проєкту в рамках співпраці з Жешувським університетом (Польща) щодо реалізації принципів здорового та гармонійного життя в гармонії з природою та навколишнім середовищем “Four Elements of Nature – harmony in everyday life in Ternopil region and in the Subcarpathian Voevodeship”.

## Державні нагороди України
Працюючи в системі Міністерства освіти України і Міністерства охорони здоров’я України, Л. Я. Федонюк неодноразово отримувала заохочувальні відзнаки, усні подяки, почесні грамоти:
2011 рік – Грамота Міністерства освіти і науки, молоді та спорту України;
2011 рік – Почесна грамота Чернівецької обласної ради;
2015 рік – Подяка міського голови м. Тернопіль;
2017 рік – Грамота Тернопільської обласної ради;
2021 рік – Грамота Тернопільської обласної ради.